# Monica Anghel
Monica Anghel (Bucareste, 1 de junho de 1971) é uma cantora romena.
Em 1996, ela participou na pré-seleção internacional para o Festival Eurovisão da Canção. Infelizmente, a canção romena  "Rugă pentru pacea lumii" não foi escolhida para participar na final em Oslo. No mesmo ano, ela venceu o  "Golden Stag" pela Roménia.
Em 2002, participou no Festival Eurovisão da Canção 2002, em Tallinn num duo com  Marcel Pavel.  A canção deles  "Tell Me Why" terminou em nono lugar.
Uns anos mais tarde, Monica começou a colaborar com o grupo cómico "Divertis" e as suas qualidades como atriz e talentos foram muito elogiados e apontadas como padrão.